# واچر بلیط

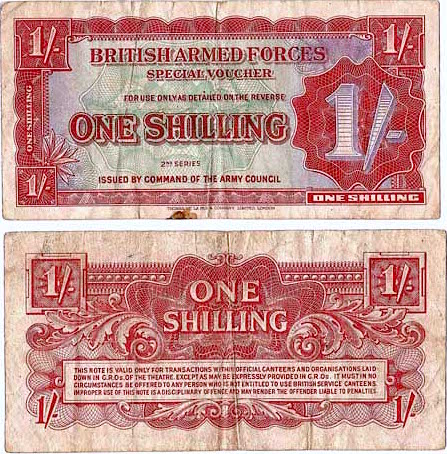
این نمونه ای از بُن و رسید نیروهای ارتش انگلیس است که به سربازان آمریکایی در آلمان پس از جنگ جهانی دوم صادر شده‌است. آنها از این بُن می‌توانستند در محیط‌های اغذیه فروشی و در سایر معاملات استفاده کنند.

واچر (به انگلیسی: Voucher) یک کوپن یا سند هزینه‌های است که در ازای پرداخت مبلغی برای هر معامله ای که ارزش پولی دارد انجام می‌شود. واچر ممکن است تنها به خاطر دلایل ویژه ای یا با توجه به شرایط خاص یک کالا صادر شود. مثلاً در معاملات مربوط به مسکن، سفر و مواد غذایی. اصطلاح واچر یا بن و کوپن مترادفی برای رسید است که اغلب برای دریافت هزینه صادر می‌شود..

## در گردشگری
واچر در گردشگری به مثابه تاییدیه خرید مشتری در ازای خرید بلیط و رزرو هتل استفاده می‌شود. مسافران بعد از خرید یک رسید و تاییدیه را از طرف عامل سفر خود دریافت می‌کنند که به صندوق الکترونیکی (ایمیل) یا تلفن همراه آنها فرستاده می‌شود. این رسید اثبات کننده خرید آنها است.
واچر در واقع سند مالکیت زمانی و علامت قطعی شدن خرید بلیط مشتری است. مشتری با استفاده از مشخصات و شماره واچر بلیط صادر شده می‌تواند به بلیط خریداری شده خود در تمامی سامانه‌های فروش بلیط دسترسی داشته باشد و از خرید بلیط خود اطمینان حاصل کند. مراحل مشاهده واچر برای خرید بلیط و رزرو هتل را اینگونه می‌توان توضیح داد:
بعد از انتخاب بلیط هواپیما و خریداری آن، پیامی به ایمیل شما فرستاده می‌شود که این پیام حاوی شماره واچر بلیط یا همان شماره رزرو بلیط خریداری شده شماست. این پیام به صورت آنی و لحظه ای به ایمیل شما فرستاده می‌شود. اگر همه مراحل خرید اینترنتی بلیط هواپیما را به درستی انجام داده باشید این پیام در کمتر از چند دقیقه به ایمیل شما فرستاده خواهد شد.
در صورتی که بعد از کامل کردن مرحله‌های خرید بلیط هواپیما، بلیط به ایمیل شما ارسال نشد، ابتدا قسمت‌های هرزنامه یا تبلیغات ایمیلی را که در آژانس‌های مسافرتی داده‌اید را کنترل کنید تا اطمینان حاصل کنید که بلیط خریداری شده شما به اشتباه وارد این بخش‌ها نشده باشد.
بعد از اینکه از ارسال شدن این پیام به ایمیل تان مطمئن شدید می‌توانید از بلیط خودتان چاپ بگیرید و آن را تا زمان پروازتان در پیش خودتان نگه دارید.
در صورتی که همه مرحله‌های بلیط هواپیما را به درستی انجام داده باشید و شماره واچر بلیط یا همان تاییدیه بلیط را دریافت کرده باشید، رزرو بلیط شما با موفقیت به پایان رسیده و نباید شما هیچ نگرانی داشته باشید.
توجه داشته باشید که قبل از رفتن به فرودگاه برای محض اطمینان حتماً از بلیط خودتان پرینت بگیرید. البته در پروازهای داخلی الزامی به ارائه بلیط پرینت شده نیست. همین که کارت شناسایی معتبری را پیش خودتان داشته باشید می‌توانید کارت پرواز خودتان را دریافت کنید؛ ولی در هر حالتی سفارش ما به شما این است که خود بلیط یا تصویر آن را با خودتان داشته باشید و شماره واچر فرستاده شده به ایمیل یا موبایل تان را تا پیش از گرفتن کارت پرواز از ایمیل و موبایل تان پاک نکنید.
شما با در اختیار داشتن شماره واچر بلیط خودتان می‌توانید بلیط خودتان را پیگیری نیز بکنید؛ و در هر لحظه ای اگر مشکلی برای بلیط شما پیش‌آمد دوباره بلیط خریداری شده خودتان را بازیابی کنید.